# Henri Galau

a Compétitions nationales et continentales officielles uniquement.

b Matchs officiels uniquement.
Henri Galau, né le 18 juillet 1897 à Villefranche-de-Conflent et mort le 1er février 1950 à Toulouse,  est un joueur international français de rugby à XV qui joue au poste de demi d'ouverture au Stade toulousain et en équipe de France, durant les années 1920.
Le challenge Galau est ouvert aux benjamins et poussins en Midi-Pyrénées. Il s'agit du plus important tournoi français de jeunes joueurs, avec plus de 5 000 participants de 6 à 13 ans.

## Palmarès
- 5 sélections en équipe de France, en 1924
- Vice-Champion olympique en 1924
- Champion de France en 1922, 1923, 1924 (finaliste en 1921)

## Liens externes

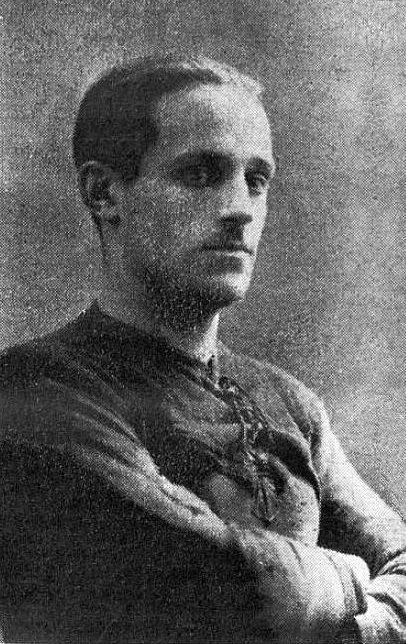
Henri Galau en 1924.